# Liste der Nummer-eins-Hits in den Cash Box Charts (1954)
Diese Liste enthält alle Nummer-eins-Hits in den amerikanischen Cash Box Charts im Jahr 1954. Es gab in diesem Jahr elf Nummer-eins-Singles.
| Singles |
| --- |
| - Eddie Fisher, Eddie Calvert – Oh! My Pa-Pa (O Mein Papa) - 6 Wochen (26. Dezember 1953 – 5. Februar 1954, insgesamt 8 Wochen) - Tony Bennett, The Four Aces, Tony Martin – Stranger in Paradise - 1 Woche (5. Februar – 12. Februar, insgesamt 2 Wochen) - Eddie Fisher, Eddie Calvert – Oh! My Pa-Pa (O Mein Papa) - 2 Wochen (13. Februar – 26. Februar, insgesamt 8 Wochen) - Tony Bennett, The Four Aces, Tony Martin – Stranger in Paradise - 1 Woche (27. Februar – 5. März, insgesamt 2 Wochen) - Doris Day – Secret Love - 5 Wochen (6. März – 9. April) - Perry Como – Wanted - 8 Wochen (10. April – 4. Juni) - Kitty Kallen – Little Things Mean A Lot - 3 Wochen (5. Juni – 25. Juni, insgesamt 7 Wochen) - The Four Aces, Frank Sinatra – Three Coins in the Fountain - 1 Woche (26. Juni – 2. Juli, insgesamt 2 Wochen) - Kitty Kallen – Little Things Mean A Lot - 2 Wochen (3. Juli – 16. Juli, insgesamt 7 Wochen) - The Four Aces, Frank Sinatra – Three Coins in the Fountain - 1 Woche (17. Juli – 23. Juli, insgesamt 2 Wochen) - Kitty Kallen – Little Things Mean A Lot - 2 Wochen (24. Juli – 6. August, insgesamt 7 Wochen) - The Crew-Cuts – Sh-Boom - 7 Wochen (7. August – 24. September) - Rosemary Clooney – Hey There - 8 Wochen (25. September – 20. November) - Eddie Fisher – I Need You Now - 2 Wochen (21. November – 3. Dezember) - Chordettes – Mr. Sandman - 2 Wochen (4. Dezember – 17. Dezember, insgesamt 7 Wochen; → 1955) - Joan Weber – Let Me Go Lover - 1 Woche (18. Dezember – 24. Dezember, insgesamt 2 Wochen; → 1955) - Chordettes – Mr. Sandman - 2 Wochen (25. Dezember 1954 – 7. Januar 1955, insgesamt 7 Wochen) |